# Funmi Olonisakin
Funmi Olonisakin, née le 8 février 1965 à Londres, est une universitaire britanno-nigériane. Elle est professeur de leadership (en) et de Peace and conflict studies au King's College de Londres
, et chercheuse associée en science politique à l'Université de Pretoria. Elle est la fondatrice et la directrice de l'African Leadership Center (ALC), qui prône le panafricanisme. Elle est également membre d'un comité d'expert du Conseil de sécurité des Nations unies (UNSC),,.

## Biographie
Funmi Oluwafunmilayo Olonisakin, née à Londres dans une famille nigériane, fait des études en science politique à l'université Obafemi-Awolowo, Ile-Ife, Nigeria. Après avoir obtenu son baccalauréat universitaire en sciences, elle fait sa maîtrise et son Ph.D. au King's College de Londres.

## Publications (sélection)
- (en) Militancy and Violence in West Africa: Religion, Politics and Radicalization, ed.James Gow, Funmi Olonisakin & Ernst Dijxhoorn. London: Routledge, 2013.  (ISBN 9780415821377)
- (en) Women and Security Governance in Africa, ed. Funmi Olonisakin & Awino Okech. Oxford: Pambazuka Press, 2011.   (ISBN 9781906387891)
- (en) Women, Peace and Security: Translating Policy into Practice, ed. Funmi Olonisakin, Karen Barnes & Eka Ikpe. London: Routledge,2011.   (ISBN 9780415587976)
- (en) Security Sector Transformation in Africa, ed. Alan Bryden & Funmi Olonisakin. Munster: Lit Verlag, 2010.   (ISBN 9783643800718)
- (en) The Challenges of Security Sector Governance in West Africa, ed. Alan Bryden, Boubacar Ndiaye & Funmi Olonisakin. Munster: Lit Verlag, 2008.  (ISBN 9783037350218)
- (en) Peacekeeping in Sierra Leone: The Story of UNAMSIL. Boulder and London: Lynne Reinner, 2008.  (ISBN 9781588265203)
- (en) Global Development and Human Security, ed. Robert Picciotto, Funmi Olonisakin & Michael ClarkeNew Brunswick and London: Transaction Publishers, 2007.  (ISBN 9781412811484)
- (en) A Handbook of Security Sector Governance in Africa, ed. Nicole Ball & Kayode Fayemi. London: Centre for Democracy and Development, 2004.
- (en) Reinventing Peacekeeping in Africa: Conceptual and Legal Issues in the ECOMOG Operations. The Hague: Kluwer Law International, 2000.  (ISBN 9789041113214)
- (en) Engaging Sierra Leone. London: Centre for Democracy and Development, 2000.  (ISBN 9781902296081)
- (en) Peacekeepers, Politicians and Warlords, by Abiodun Alao, Funmi Olonisakin & John Mackinlay Tokyo: United Nations University Press, 1999.  (ISBN 9789280810318)